# Franco Migliori
Franco Migliori (San Francisco, 4 agosto 1982) è un cestista argentino con cittadinanza italiana.

## Carriera
La sua nazionalità di nascita è argentina anche se ha ottenuto la nazionalità italiana.
Ha militato nella Bipop di Reggio Emilia per poi passare per due anni nel 2005 e nel 2006 alla Pepsi Caserta. Nell'estate del 2007 Massimo Bianchi allenatore del Teramo e Carlo Antonetti lo hanno voluto fortemente a Teramo per le sue grandi doti da tiratore.
Nel 2008 passa alla Prima Veroli. A fine luglio 2010 firma un contratto con la Aurora Basket Jesi. Dopo due anni passati in Argentina con il Boca Juniors, il 16 dicembre 2013 torna all'Aurora Basket Jesi.
A gennaio 2015 lascia Jesi per trasferirsi all'Olimpia Matera in A2 Silver. Nel 2017-2018 fu miglior marcatore della Serie B, con 19,8 punti di media. Il 18 luglio 2018 diventa la nuova ala titolare del Montecatini Basketball.

## Palmarès
- Coppa Italia di Legadue: 1
 Veroli Basket: 2009